# Gewog di Norbugang (Pemagatshel)
Il gewog di Norbugang (Pemagatshel) è uno degli undici raggruppamenti di villaggi del distretto di Pemagatshel, nella regione Orientale, in Bhutan.